# 莫伊恩庫姆區
45°09′36″N 72°33′00″E / 45.16000°N 72.55000°E

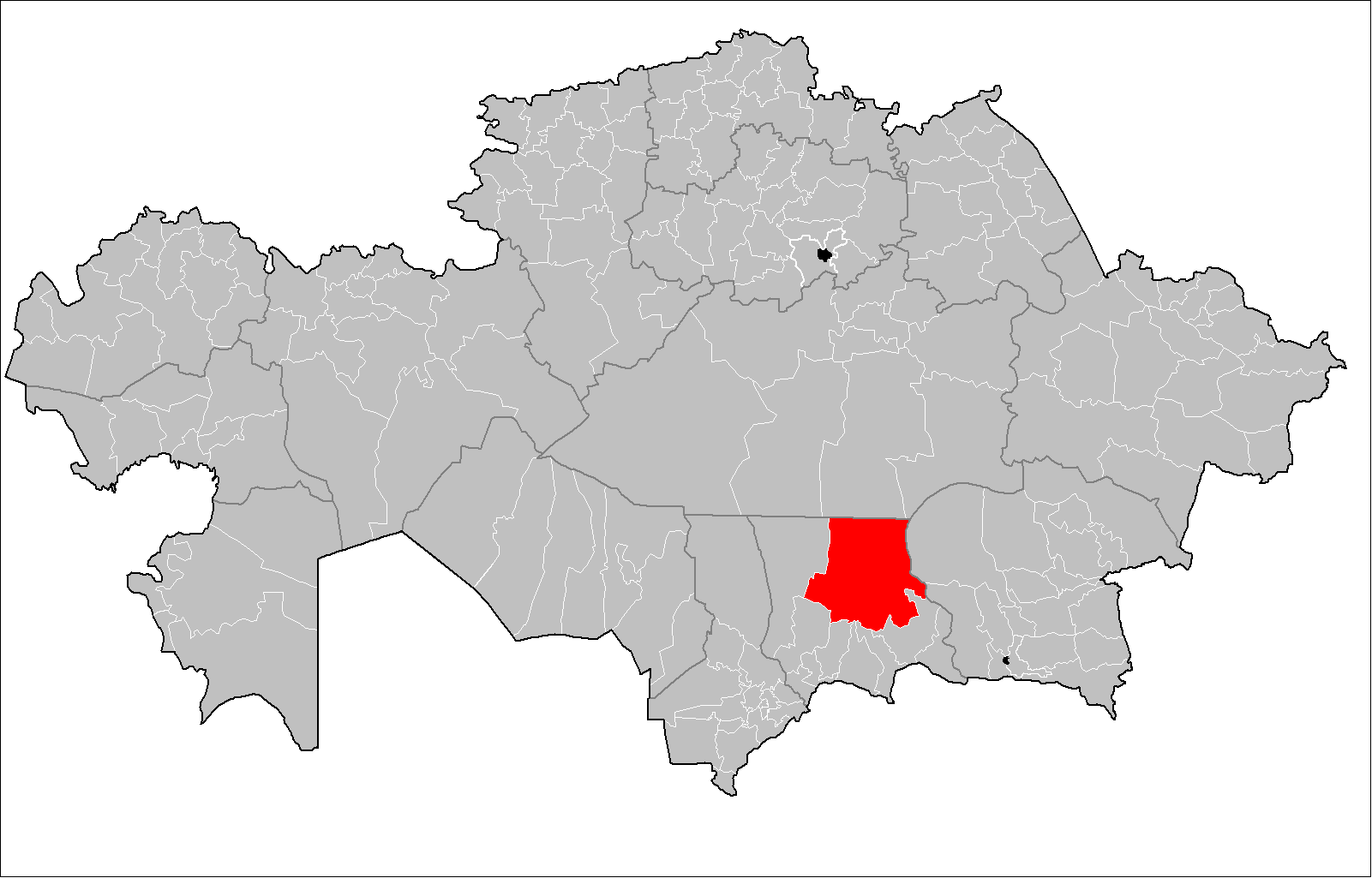

莫伊恩庫姆區是哈薩克斯坦的行政區，位於該國南部，由江布爾州負責管轄，首府設於莫伊恩庫姆，始建於1964年，面積50,400平方公里，2019年人口32,539。